# Джифони Вале Пиана
Джифо̀ни Ва̀ле Пиа̀на (на италиански: Giffoni Valle Piana) е община в Южна Италия, провинция Салерно, регион Кампания. Разположена е на 250 m надморска височина. Населението на общината е 12 117 души (към 2010 г.).
Административен център на общината е градче Меркато (Mercato). Общината е известна в света заради своя кинофестивал за деца, Джифони Филм Фестивал.